# Celidosphenella stonei
Celidosphenella stonei är en tvåvingeart som först beskrevs av Stuardo 1946.  Celidosphenella stonei ingår i släktet Celidosphenella och familjen borrflugor. Inga underarter finns listade.